# Židovský hřbitov v Nové Cerekvi
Židovský hřbitov se nachází severovýchodně od centra obce Nová Cerekev. Je chráněn jako kulturní památka České republiky.
Skládá se ze dvou propojených obdélníků – staré a nové části, s rekonstruovanou obřadní síní v severním rohu areálu. Nachází se zde celkem 450 stél a pomníků , nejstarším dochovaným pomníkem je náhrobek z roku 1692, který patří Avrahamovi, synu Josefa Eliji Segala. Zajímavostí nové části hřbitova je náhrobek se zednářskou symbolikou malíře Alfreda Justitze, zemřelého roku 1934. 
V obci se také nachází synagoga.